# Orhaneli
Orhaneli là một huyện thuộc tỉnh Bursa, Thổ Nhĩ Kỳ. Huyện có diện tích 798 km² và dân số thời điểm năm 2007 là 24798 người, mật độ 31 người/km².